# Eichstätt
Eichstätt är en stad (Große Kreisstadt, ”stor distriktsstad”) i Oberbayern i delstaten Bayern i södra Tyskland. Folkmängden uppgår till cirka 14 000 invånare.